# Marco Fossati
Marco Ezio Fossati (Monza, 5 oktober 1992) is een Italiaans voetballer die bij voorkeur als middenvelder speelt. Hij stroomde in 2011 door vanuit de jeugd van AC Milan.

## Clubcarrière
Fossati begon met voetballen bij Cimiano. Op negenjarige leeftijd trok hij naar AC Milan. Op veertienjarige leeftijd trok hij naar de stadsrivaal Internazionale. Drie jaar later keerde hij terug bij AC Milan. Op 29 augustus 2011 werd hij een jaar uitgeleend aan US Latina. Daar scoorde hij drie doelpunten in 22 duels. Op 12 juli 2012 leende AC Milan hem opnieuw uit, ditmaal aan Ascoli.

## Interlandcarrière
Fossati kwam uit voor verschillende Italiaanse jeugdelftallen. Hij debuteerde in 2013 in Italië -21.

## Erelijst
Cagliari Calcio
- Serie B

2016